# Marcus Hutter

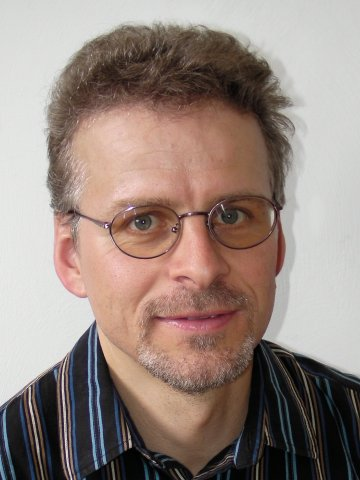
Marcus Hutter, 2010

Marcus Hutter (* 14. April 1967 in München) ist ein deutscher Informatiker und Professor an der Australian National University.

## Leben
Hutter studierte Informatik und Physik an der TU München. Er promovierte 1996 bei Harald Fritzsch über Instantonen in der
Quantenchromodynamik. Im Jahre 2000 wurde er Mitglied von Jürgen Schmidhubers Gruppe beim Schweizer KI-Labor IDSIA. Dort entwickelte er eine mathematische Theorie einer optimalen Universellen Intelligenz, die auf der Kolmogorow-Komplexität und Ray Solomonoffs Theorie der universalen induktiven Schlussfolgerung basiert. Im Jahre 2006 nahm er einen Ruf auf einen Lehrstuhl an der Australian National University in Canberra an. Seit dem gleichen Jahr wird der nach ihm benannte Hutter-Preis verliehen.

## Publikationen
- Instantonen in der QCD. Dissertation, 1995.
- The Fastest and Shortest Algorithm for All Well-Defined Problems. In: International Journal of Foundations of Computer Science. 13, Nr. 3, 2002, S. 431–443.
- Optimality of Universal Bayesian Sequence Prediction for General Loss and Alphabet. In: Journal of Machine Learning Research. 4, 2003, S. 971–1000.
- Universal Artificial Intelligence: Sequential Decisions Based on Algorithmic Probability. Springer, 2004, ISBN 978-3-540-22139-5.
- On generalized computable universal priors and their convergence. In: Theoretical Computer Science. 364, Nr. 1, 2006, S. 27–41.
- hrsg. zus. mit Scott Sanner: Recent advances in reinforcement Learning : 9th European Workshop, EWRL 2011, Athens, Greece, September 9-11, 2011, Revised selected papers. Springer, Berlin 2012, ISBN 978-3-642-29945-2. Ausgewählte Aufsätze des 9. Europäischen Kolloquiums zum Verstärkungslernen aus dem Jahre 2011.